# Вооружённые силы Юга России
Вооружённые силы Юга России (официально Вооружённые силы на Юге России, сокращённо ВСЮР) — название оперативно-стратегического объединения белых войск на Юге России в 1919—1920 годах, в ходе Гражданской войны. Образованы 8 января 1919 года в результате объединения Добровольческой армии и армии Всевеликого войска Донского для совместной борьбы против большевиков. Представители союзников по Антанте также поддержали создание единого командования под руководством Деникина, хотя Краснов и предлагал кандидатуру генерала Иванова. Казачьи генералы противились подчинению Деникину, но в связи с уходом германо-австрийских интервентов — союзников казаков, и продолжающимся наступлением Красной армии, из-за неимения достаточных боевых сил они вынуждены были подчиниться Деникину на условиях сохранения автономии.
Максимальной численности ВСЮР достигли в октябре 1919 года — 270 тыс. человек, 600 орудий, 38 танков, 72 самолёта, около 120 кораблей (по другим данным, около 160 тыс. человек в июле 1919 года).
С июля по декабрь 1919 года Ставка Главнокомандующего Вооружёнными силами Юга России генерала А. И. Деникина находилась в Таганроге.

## Состав
В состав ВСЮР входили:
- Штаб Командующего ВСЮР (организован из штаба командующего Добровольческой армии, сформированного на основании Положения о полевом управлении войск от 1914 года)[3]

- Добровольческая армия (в январе — мае 1919 года именовалась Кавказской Добровольческой армией)
- Донская армия (с 23 февраля 1919 года)
- Кавказская армия (с мая 1919 года), переименована на Кубанская армия (с февраля 1920 года)
- Крымско-Азовская армия (с июня 1919 года — 3-й отдельный армейский корпус)
- Отдельная Туркестанская армия
- Войска Терско-Дагестанского края (с июля 1919 года — Войска Северного Кавказа)
- Войска Черноморского побережья
- Уральская армия (с 25.07.1919 передана Колчаком в оперативное подчинение ВСЮР)[8].
- Войска Киевской области (с сентября 1919 года)
- Войска Новороссии и Крыма (с сентября 1919 года)
- Белый Черноморский флот
- Донская флотилия
- Каспийская военная флотилия и др.
- Согласно договору между командованием Добровольческой армии и командованием УГА, с ноября 1919 года в состав ВСЮР вошла Украинская галицкая армия (в составе ВСЮР до февраля 1920 года)[9][10][11].

На 15 (28) сентября 1919 года было составлено Расписание сухопутных войск с перечислением основных чинов штабов армий, корпусов, дивизий и структуры армии до воинских частей (полков), а также запасных батальонов и отдельных рот.
Авиация ВСЮР состояла из 10 авиаотрядов и на 5 октября 1919 года имела 72 самолёта. Автомобильные части были созданы при каждой армии, всего было 7 автомобильных батальонов.
Броневые части ВСЮР состояли из 2 отрядов танков и 4 отрядов бронеавтомобилей. Всего 38 танков и 34 бронеавтомобиля. Бронепоездные части состояли из 10 дивизионов. В состав каждого входили по 2 легких бронепоезда и 1 тяжелый. Имелись и отдельные нештатные бронепоезда, созданные при частях или захваченные в бою.
Войска связи состояли из 3 радио-телеграфных дивизионов и 10 телеграфных рот.

## Январь — апрель 1919 года
На момент создания ВСЮР насчитывали 51 тыс. штыков, 34,2 тыс. сабель, более 200 орудий, 680 пулемётов, 6 бронепоездов. Разгромив к началу 1919 года на Северном Кавказе 90-тысячную 11-ю армию РККА, командование ВСЮР стало перебрасывать войска на север, на Донбасс и на Дон, в помощь частям Донской армии (15 тыс. штыков и сабель), отступавших под натиском Южного фронта Красной армии (85 тыс. штыков и сабель). В оборонительных боях в Донбассе в марте — апреле 1919 года, севернее Ростова-на-Дону и Новочеркасска и на Маныче (см. Манычская операция (1919)) добровольцы и казаки (25 тыс. штыков и сабель) сдержали наступление превосходящих сил противника, позволив командованию ВСЮР подготовить весеннее контрнаступление.
В марте 1919 года командование белых на юге России организовало государственную стражу, начав формировать собственный государственный аппарат на занятых ими территориях.
В апреле 1919 в Ставрополе было организовано ВВЦУ — высшая церковная власть на подконтрольных ВСЮР территориях, выразившее поддержку проводимой Деникиным политики.

## Поход на Москву

### Контрнаступление в мае—июне 1919 года

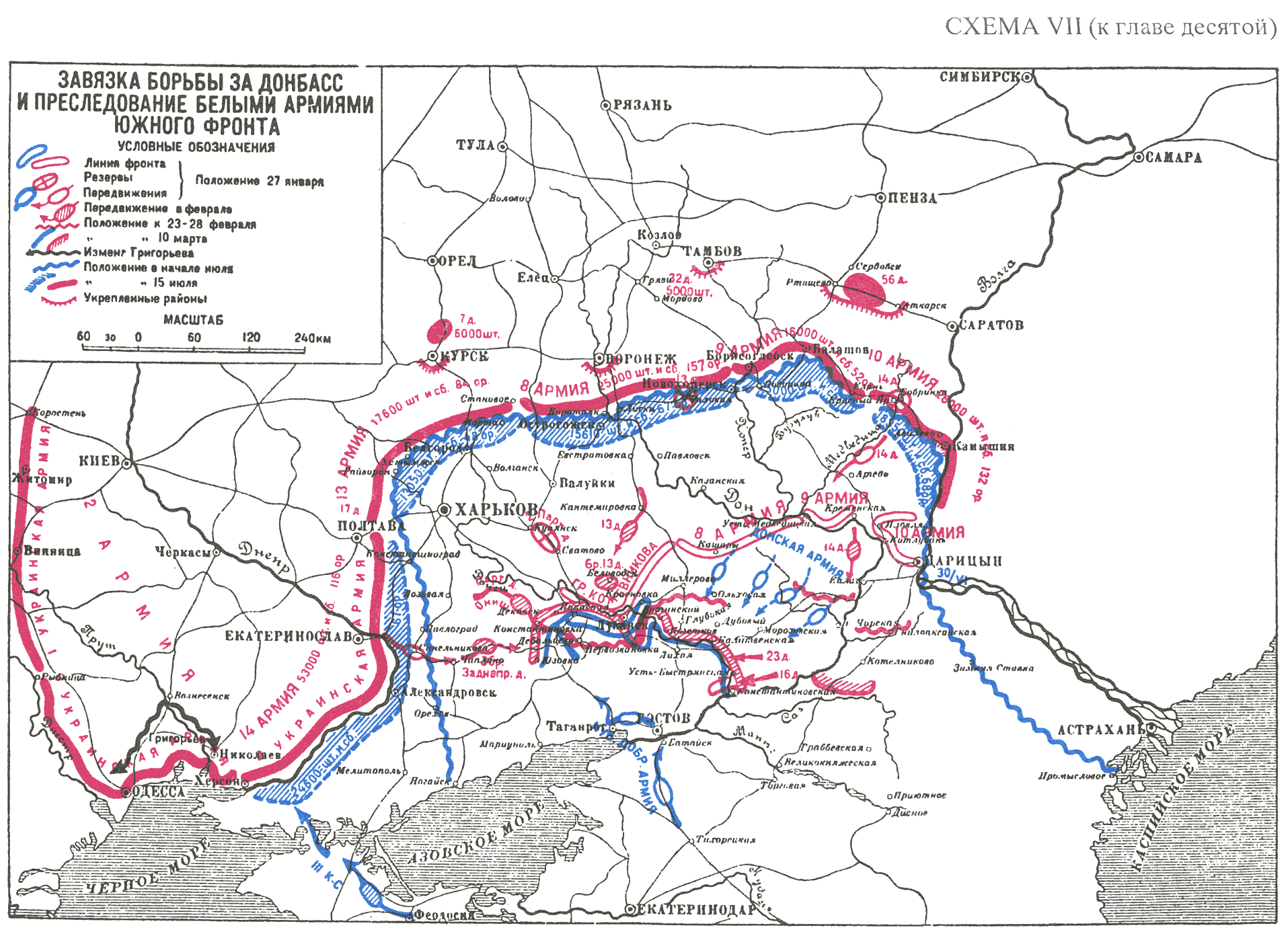
Схема наступления ВСЮР в 1-й половине 1919 года и преследования ими армий Южного фронта красных

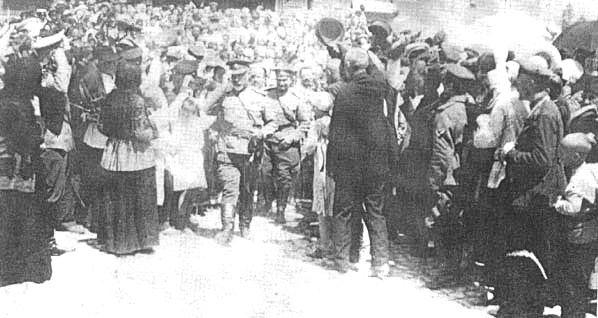
Народ в Царицыне встречает генерала Деникина после занятия города Вооружёнными силами Юга России. Июль 1919 года

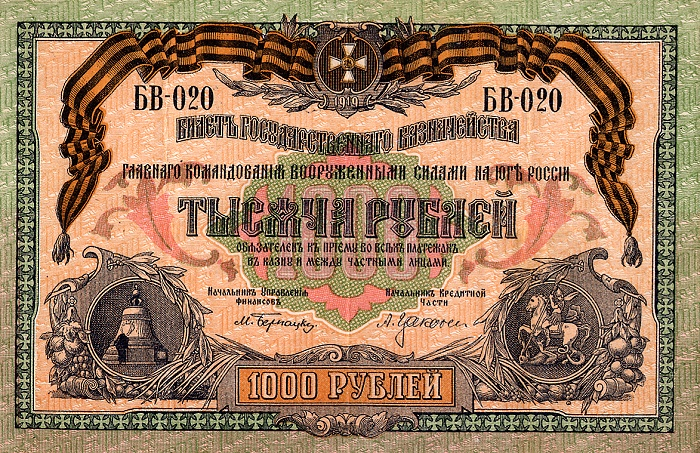

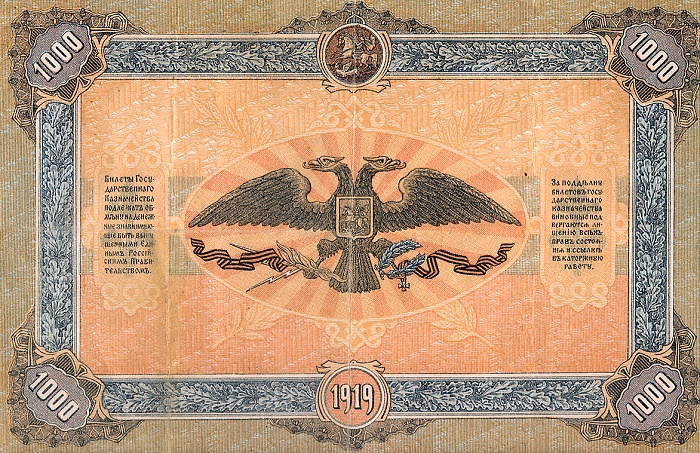
1000 рублей с военной символикой ВСЮР 1919 года

17 мая 1919 года Вооружённые силы Юга России начали операцию по разгрому Южного фронта Красной армии.

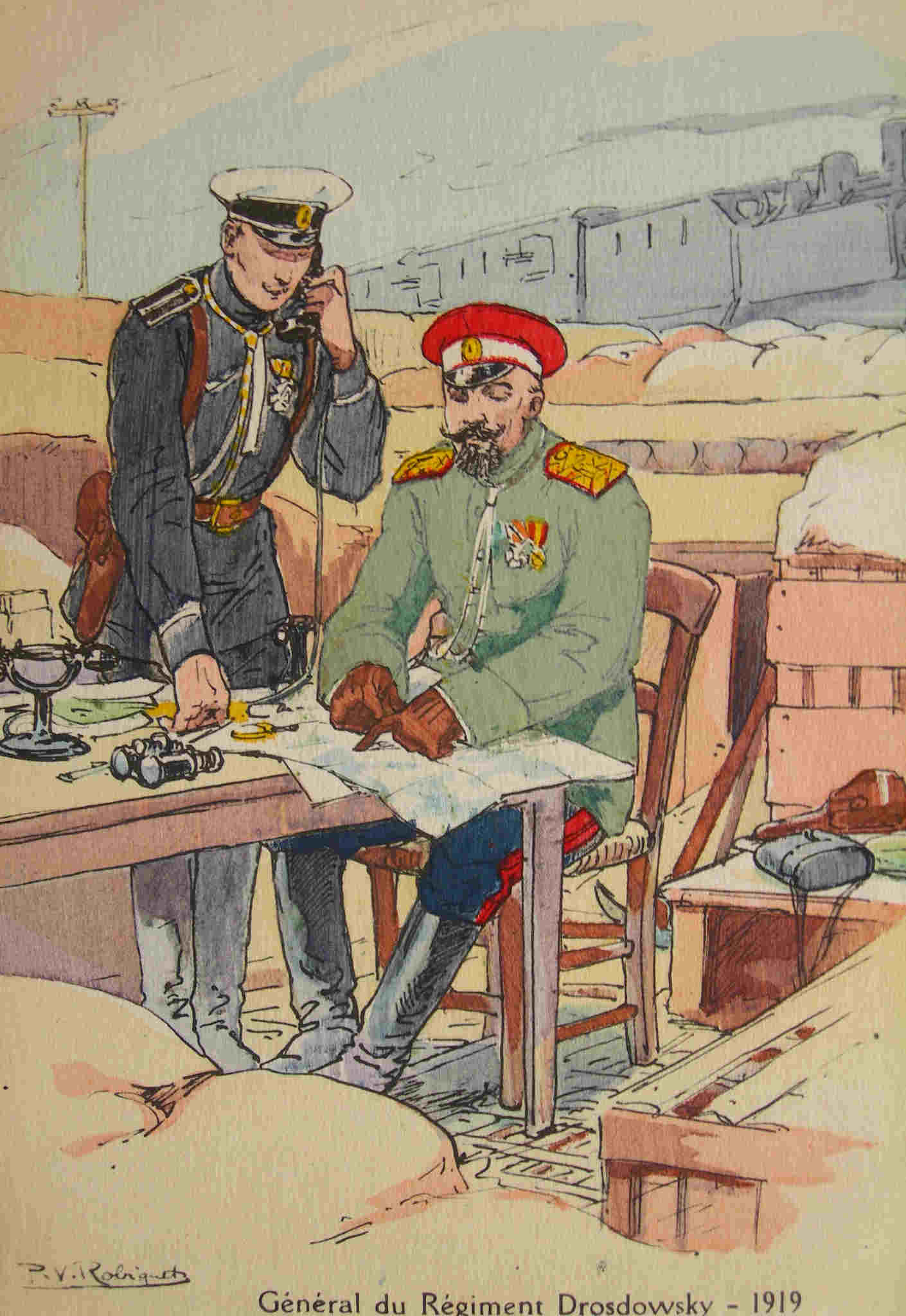
Генерал Александр Кутепов в форме дроздовских стрелков и капитан Марковского пехотного полка. 1919. Акварель П. В. Робике

В середине мая войска Южного фронта красных (100 тыс. штыков и сабель, 460 орудий, 2000 пулемётов) под командованием В. М. Гиттиса вели наступление в Донбассе в районах рек Северский Донец и Маныч в общем направлении на Ростов-на-Дону и Новочеркасск с целью окружить и уничтожить части ВСЮР.
Используя казацко-крестьянские восстания в тылу Южного фронта РККА (на Верхнем Дону и юге России), 17—24 мая войска ВСЮР в составе Добровольческой, Донской и Кавказской армий (70 тысяч штыков и сабель, 350 орудий, 1500 пулемётов) под общим командованием генерала А. И. Деникина нанесли контрудары, прорвали фронт красных и перешли в контрнаступление в полосе от Азовского до Каспийского моря, нанося главный удар на Харьков и вспомогательный на Царицын.
В мае — июне красные оставили Донбасс, Крым. 24 июня белогвардейцы захватили Харьков, 27 июня — Екатеринослав, 30 июня — Царицын. Были разгромлены три[уточнить] советские армии.

### Планы командования ВСЮР
Нанеся тяжёлые поражения армиям Южного фронта в мае — июне, войска ВСЮР вышли на оперативный простор. 3 июля Деникин в Царицыне поставил своим войскам задачу овладеть Москвой. Его директива гласила:

Имея конечной целью захват сердца России — Москвы, приказываю:
1. Кавказской армии Врангеля выйти на фронт Саратов — Ртищево — Балашов, сменить на этих направлениях донские части и продолжать наступление на Пензу, Рузаевку, Арзамас и далее — Нижний Новгород, Владимир, Москву…
2. Генералу Сидорину, до выхода войск генерала Врангеля, продолжать выполнение прежней задачи по выходу на фронт Камышин — Балашов. Остальным частям развивать удар на Москву в направлениях: а) Воронеж, Козлов, Рязань и б) Новый Оскол, Елец, Кашира.
3. Генералу Май-Маевскому наступать на Москву в направлении Курск, Орёл, Тула. Для обеспечения с запада выдвинуться на линию Днепра и Десны, заняв Киев и прочие переправы на участке Екатеринослав — Брянск.
4. Генералу Добровольскому выйти на Днепр от Александровска до устья, имея в виду в дальнейшем занятие Херсона и Николаева.
…
6. Черноморскому флоту содействовать выполнению боевых задач … и блокировать порт Одессу.

Командующий Кавказской армией генерал Врангель и его начальник штаба генерал Юзефович заявили о нереальности и нелепости этого плана, указывая в первую очередь на малый мобилизационный ресурс белых армий и небольшую численность ВСЮР, неспособную контролировать растянутые коммуникации и удерживать протяжённый фронт. К тому же план Деникина предполагал наступление по трём расходящимся направлениям, что распыляло и без того малые силы белых армий. Генералы предлагали Деникину не распылять силы, а сконцентрировать их и нанести сокрушительный удар по большевикам. Предлагалось, во-первых, учитывая внутреннюю слабость большевистского режима и отсутствие у красных крупных кавалерийских соединений, закрепиться на рубеже Екатеринослав — Харьков — Царицын, разместить в районе Харькова ударную конную группу в составе 3-4 казачьих корпусов (25 000—30 000 сабель), которая должна была прорвать фронт, уйти в глубокий рейд по тылам красных, захватывая города, разрушая коммуникации, поднимая восстания, чтоб в завершение взять Москву. А во-вторых, взять Астрахань, вступить во взаимодействие с Уральской армией на востоке, дать возможность Каспийской флотилии войти в Волгу и нанести удар по направлению Саратов — Самара, что могло привести к крушению всего южного фланга Восточного фронта красных и спасло бы от поражения армии Колчака.
Рейд Мамонтова, хотя и проведённый ограниченными силами с локальными задачами, привёл к распаду Южного фронта красных и доказал правоту Врангеля и его единомышленников. Но Деникин эти предложения истолковал как желание генералов и казаков первыми оказаться в Москве и отверг.

Территория Юга России, контролируемая ВСЮР в октябре 1919 года

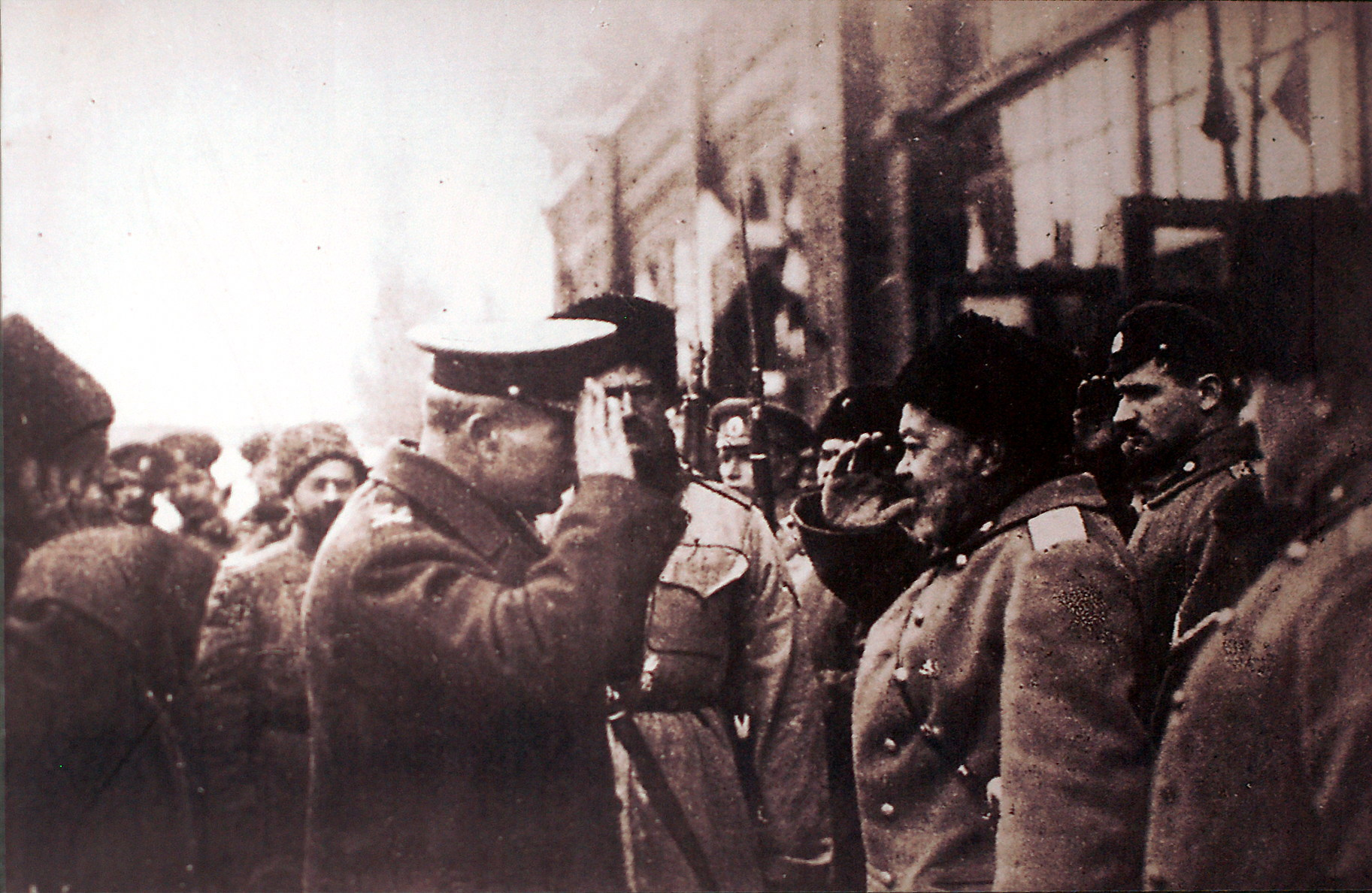
Английский генерал Ф. Пуль и генерал Карцов В. А., Новороссийск, 3 декабря 1918

Британские танки ВСЮР (Mk.V и Mk.A.), захваченные Красной армией в 1920 году возле Новороссийска

### Наступление на Москву
Сил для развития успеха у белых постоянно не хватало, поскольку основные губернии и промышленные города центральной России находились в руках красных, отчего последние имели преимущество как в численности войск, так и в вооружении. Советское командование, со своей стороны, провозгласило лозунг «Все на борьбу с Деникиным!» (9 июля) и приняло чрезвычайные меры по укреплению Южного фронта. Уже в июле его численность увеличилась до 180 тыс. человек и около 900 орудий.
Темпы деникинского наступления замедлились, лишь на правом фланге наступления Кавказской армии удалось продвинуться на север и 22 июля овладеть Камышином. Войска ВСЮР в это время насчитывали 104,2 тыс. штыков, 56 тыс. сабель, 1500 пулеметов, 600 орудий, 34 бронепоезда. Качество войск при этом было не однородно.
В середине августа Южный фронт РККА попытался перейти в контрнаступление с целью разгромить наступающую главную группировку белых войск, овладеть нижним течением Дона и не допустить отхода основных сил противника на Северный Кавказ.
Заблаговременно узнав о подготовке контрнаступления, деникинское командование предприняло попытку сорвать его, направив 10 августа в знаменитый в будущем рейд по тылам красных войск 4-й Донской казачий корпус генерал-лейтенанта Константина Мамонтова (6 тыс. сабель, 3 тыс. штыков, 12 орудий). Прорвав фронт, казачий корпус ушёл в глубокий тыл красных, беря города, уничтожая гарнизоны и части противника, разрушая коммуникации, раздавая оружие партизанам. Для борьбы с ним советское командование создало Внутренний фронт под командованием Михаила Лашевича (около 23 тыс. человек, авиация, бронепоезда). Рейд конницы Мамонтова хоть и не смог сорвать контрнаступление Красной армии, но разрушил и дезорганизовал тылы красных, подорвав боеспособность наступавших частей. Продолжавшийся около месяца, рейд отсрочил контрнаступление красных на два месяца.
14 августа Особая группа (в составе 9-й и 10-й армий, Конного корпуса Семёна Будённого и отряда Волжско-Каспийской военной флотилии нанесла главный удар в общем направлении на Ростов-на-Дону из районов севернее Новохопёрска и Камышина, а ударная группа под командованием Владимира Селивачёва (8-я армия, часть сил 13-й армии, Воронежский укрепрайон) — из района Лиски на Купянск. Продвигаясь с тяжёлыми боями, они к началу сентября вышли на ближние подступы к Харькову и Царицыну, где были разгромлены. После чего деникинские войска продолжили успешное наступление на север и запад. 24 августа белыми была взята Одесса, 31 августа — Киев, 20 сентября — Курск.
Сентябрь и первая половина октября 1919 года были временем наибольшего успеха ВСЮР. Неизменно на острие главного удара находился 1-й армейский корпус (командир — генерал-лейтенант Александр Кутепов). Ведя успешное наступление, войска Деникина 6 октября взяли Воронеж, 13 октября — Орёл и угрожали Туле. Южный фронт РККА нес потери и отступал. Большевики были близки к поражению, они стали готовиться к уходу в подполье. Был создан подпольный Московский комитет партии, правительственные учреждения начали эвакуацию в Вологду. Против Добровольческой армии, главной ударной силы ВСЮР, были брошены все силы Южного и часть сил Юго-Восточного фронтов (образован 27 сентября).
С середины октября положение Вооружённых сил Юга России заметно ухудшилось. Резервов больше не было. Тылы были разрушены рейдом повстанческой армии Махно Н. И., прорвавшей в конце сентября фронт белых в районе Умани. К тому же против Махно пришлось снимать войска с фронта, а большевики, заключив перемирие с поляками и с петлюровцами, наоборот высвободили силы для борьбы с Деникиным. Создав подавляющее количественное превосходство над ВСЮР на главном, орловско-курском, направлении (62 тыс. штыков и сабель у красных против 22 тысяч у белых), в середине октября Красная армия перешла в контрнаступление. Особое значение имел факт переброски Латышской стрелковой дивизии с польского фронта на Южный фронт; под Карачевым на её основе была сформирована Ударная группа под командованием начдива латышей Антона Мартусевича, которая своим фланговым ударом в 20-х числах октября остановила рвущихся на Москву корниловцев. Фронт 1-го армейского корпуса оказался очень растянут. На 375 км фронта добровольцы имели всего 15300 штыков и 1000 сабель. Противостоящие им силы РККА были примерно равны. Но Кутепов располагал только 2500 штыками резервов, а красные до 15000 штыков, что и определило дальнейшее развитие событий.

### Отступление на юг
В ожесточённых боях южнее Орла, шедших с переменным успехом, к концу октября войска Южного фронта красных (командующий Александр Егоров), имея численное превосходство, нанесли частям Добровольческой армии поражение и стали теснить их по всей линии фронта. Зимой 1919—1920 годов деникинские войска оставили Харьков, Киев, Донбасс, Ростов-на-Дону. При этом войска ВСЮР оказались расчленены. Основные силы — 90 тыс. солдат отошли за Дон, 2-й армейский корпус — к Одессе, а 3-й армейский корпус — в Крым. В январе ВСЮР пришлось отступить в Доно-Манычской операции, а в феврале — марте 1920 года последовало поражение в битве за Кубань из-за начавшегося разложения Кубанской армии (из-за сепаратизма), после чего казачьи части Кубанской армии стали сдаваться в плен красным или переходить на сторону «зелёных», что повлекло за собой развал фронта ВСЮР и отступление Белой армии к Новороссийску.
Часть Добровольческой армии, отошедшая за Дон, была свернута в Добровольческий корпус и оперативно подчинена Донской армии. Рейд 2-го и 4-го кавалерийских корпусов вдоль Маныча для уничтожения красных войск под Торговой не увенчался успехом. В сильные морозы конница понесла сильные потери и не смогла захватить ст. Торговую, потеряв несколько тысяч человек убитыми и замерзшими. Захват Ростова-на-Дону 7 февраля добровольцами не смог компенсировать общей неудачи. Всего в январе-марте 1920 года при отступлении войска ВСЮР потеряли пленными более 180 тыс. военнослужащих.
В то же время красное командование признавало большие потери, наносимые отступавшей белой армией. Например, с 12.01 по 2.02 одна только 1-я Конная армия потеряла 3000 бойцов.
Добровольческий корпус вынужден оставить Ростов-на-Дону и его части перебрасываются в ст. Егорлыкскую для отражения атак 1-й Конной армии РККА. Красное командование отмечало, что корниловцы и дроздовцы дрались упорно и ожесточенно, сметая атакующую кавалерию ружейно-пулеметным огнем.
Белые войска продолжили отступление на юг. Началась весна, и непролазные от грязи кубанские дороги, как отметил в воспоминаниях генерал Деникин, надежнее оружия сдержали наступавшие красные войска.
Из-за возникших противоречий между командованием Добровольческого корпуса и Донской армии Деникин переподчинил Добровольческий корпус под свое командование.
19 марта белыми был оставлен Екатеринодар, находившийся в центре обороны Донской армии. В плен попали более 50 тысяч человек (в основном Донской и Кубанской армий), 170 орудий, 400 пулеметов. Кубанская армия из-за политического противостояния Кубанской рады почти полностью вышла из подчинения.
Деникин планировал защищать Таманский полуостров и левый берег реки Кубани, но 24 марта Добровольческий корпус, 2 Донских корпуса и Кубанская дивизия начали отступать к Новороссийску.
Во время Новороссийской катастрофы были спасены 35 тысяч наиболее боеспособных солдат ВСЮР, которые были переправлены в Крым, удерживаемый Крымским корпусом генерала Якова Слащёва. При этом у него в тылу, в Симферополе 22 января 1920 вспыхнул мятеж капитана Орлова, который окончательно был подавлен в начале марта. Большая часть донских и кубанских частей отступили по побережью в Грузию и прижатые к границе сдались 1 мая. Общее число пленных в Новороссийске и Сочи превысило 50 тыс. человек. Отдельные казачьи части продолжили борьбу и в дальнейшем были эвакуированы в Крым.

### Конфликт Врангеля и Деникина
С лета 1919 года генерал Врангель открыто выступал против политики генерала Деникина. Кроме рапортов самому Деникину, Врангель распространял среди своего окружения памфлеты против главнокомандующего ВСЮР, критикуя как его военные приказы по армиям, так и проводимую политику на занятой территории. Деникин считал Врангеля интриганом, Врангель называл главнокомандующего «плебеем». Это нарушало армейскую субординацию и негативно влияло на оценку ВСЮР внутренними и иностранными союзниками. Деникин запретил командующим армиями общаться с Врангелем, а в декабре 1919 года отправил его в отставку с поста командующего переформировываемой в корпус Добровольческой армии. Критика Врангелем Деникина происходила на фоне отступления белых войск и сильно влияла на подрыв власти и развал армии.
Врангель уехал в Крым и предложил Шиллингу передать ему власть на полуострове. Но командир 3-го корпуса Слащёв не поддержал Врангеля, и 8 февраля ст. ст. Деникин уволил Врангеля и потребовал покинуть территорию ВСЮР. 2 апреля в Константинополе Врангель был приглашен к британскому командованию, и ему было предложено возглавить ВСЮР и прекратить войну с большевистским правительством. Врангель дал согласие и отбыл в Крым.

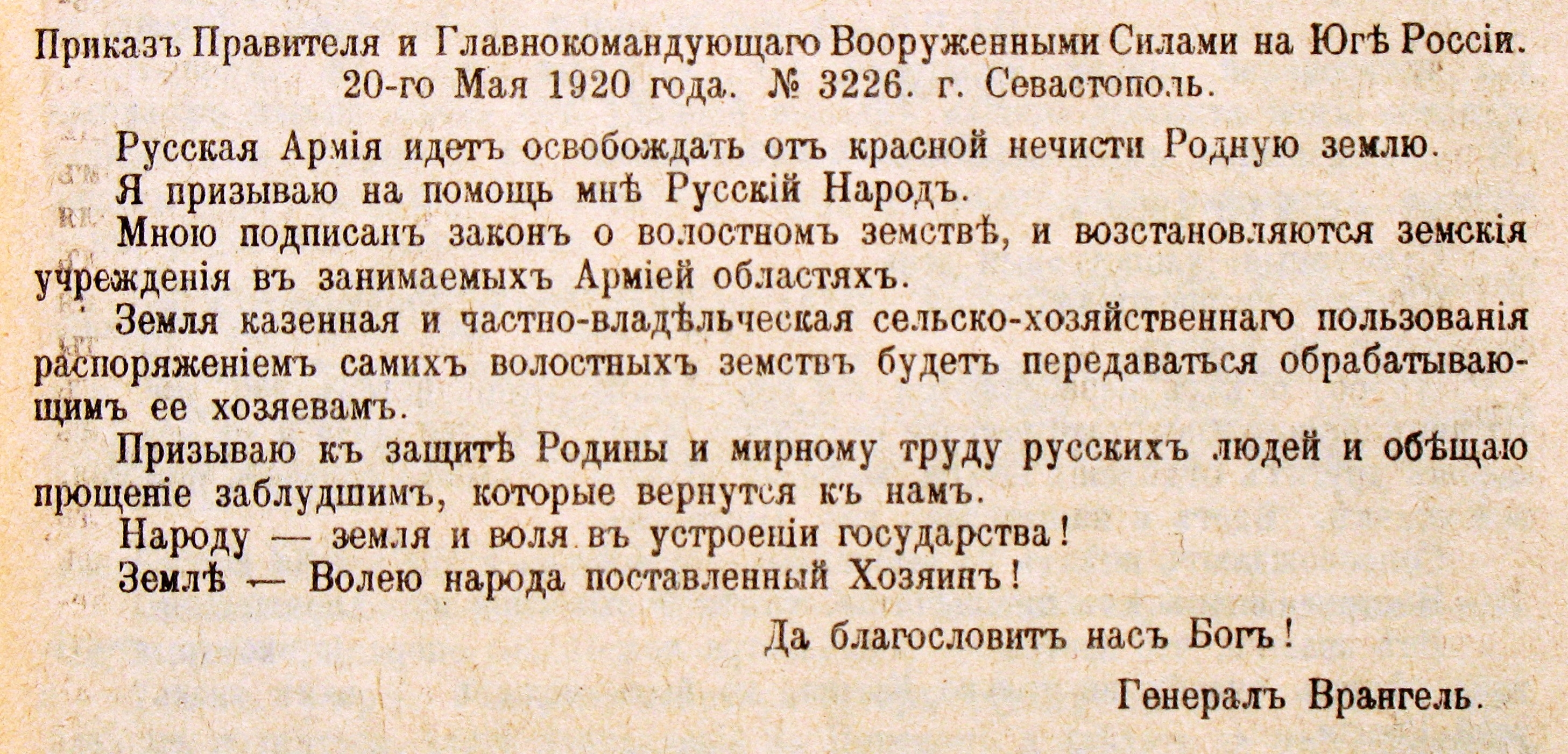
Приказ главнокомандующего ВСЮР № 3226. 20 мая 1920

4 апреля 1920 года в Крыму Деникин ушёл в отставку и покинул Россию. Главнокомандующим ВСЮР он назначил барона П. Н. Врангеля. Переговоры с большевиками о мире последним не проводились, а остатки белых войск в Крыму были переформированы в Русскую армию.

Пётр Врангель, барон (1878—1928), преемник Деникина

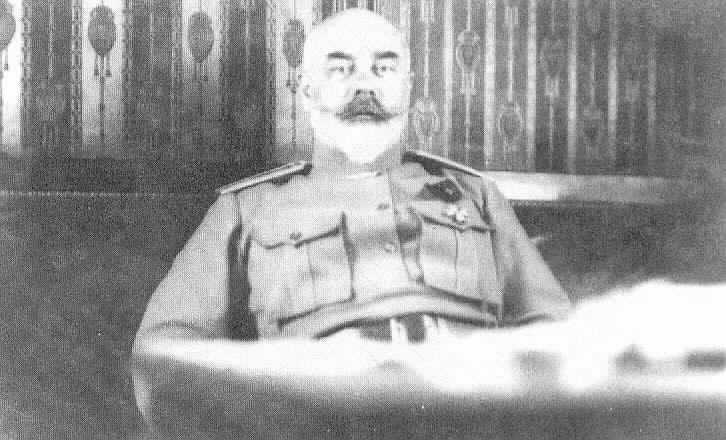
Антон Деникин в день отставки с поста главнокомандующего Вооружёнными силами Юга России, апрель 1920 года

## Главнокомандующие ВСЮР
- Ген-лейт. Антон Иванович Деникин (8 января 1919 — 4 апреля 1920)
- Ген-лейт. барон Пётр Николаевич Врангель (4 апреля — 11 мая 1920). 
Затем ВСЮР были реорганизованы Врангелем в Русскую Армию.
- Начальник штаба ген-лейт. Романовский И. П. (8 января 1919 — 4 апреля 1920)
- Начальник штаба ген-лейт. Махров П. С. (4 апреля — 11 мая 1920).

## Помощь союзников
В 1919 году страны Антанты поставили ВСЮР 42 танка, 630 тыс. винтовок, 5 тыс. пулеметов, более 1000 орудий. Поставлялось военное обмундирование, снаряжение, боеприпасы, оставшиеся после мировой войны, но не безвозмездно, к тому же часть вооружений уже была в эксплуатации — например, танки.